# Guntar il temerario
Guntar il temerario (Im Reiche des silbernen Löwen) è un film del 1965 diretto da Franz Josef Gottlieb. 
Film d'avventura tratto da un romanzo dello scrittore tedesco Karl May, che si discosta fortemente dalla trama originale. È il seguito de Il giustiziere del Kurdistan e fa parte del "ciclo orientale", una serie di avventure aventi per protagonista l'esploratore tedesco Kara Ben Nemsi.

## Trama
Alla fine de Il giustiziere del Kurdistan, il machredsch, il destituito governatore turco di Mosul, è precipitato in un burrone mentre fuggiva da un villaggio caldeo. Sopravvissuto alla caduta, medita vendetta e si allea con il predone Abu Seif, al quale promette di trovare un favoloso tesoro, che si troverebbe nelle mani di una figura leggendaria dei Caldei: Marah Durimeh. I due malfattori sequestrano Ingdsha, la figlia del capo dei Caldei e nipote di Marah Durimeh, e uccidono la guida di Kara Ben Nemsi, il vecchio nemico del machredsch. Kara si perde quindi in mezzo ad un lago salato, ma si salva grazie al suo cane Dojan. Viene di lì a poco arrestato per ordine del padiscià ottomano, che, a causa delle calunnie del machredsch, si è convinto che Kara Ben Nemsi cospiri contro di lui, ma il protagonista, sostenendo un'ordalia, riesce a convincerlo della propria onestà.
I banditi intanto attaccano il villaggio dei Caldei, ma questi vengono aiutati dagli amici di Kara Ben Nemsi, Hadschi Halef Omar e Ahmed El Corda, sceicco degli haddedihn. L'attacco viene respinto e Ahmed uccide in combattimento Abu Seif. Il machredsch si dichiara disposto a rompere l'assedio, ma chiede in cambio che gli vengano consegnati tutti i cani e gatti del villaggio. I Caldei accettano, ma durante la notte il machredsch dà fuoco agli animali e li reindirizza al villaggio e nel caos generale riprende l'assalto, nel quale perde la vita Marah Durimeh. Per i Caldei sembra finita, ma all'ultimo gli haddedihn, guidati da Ahmed, Kara Ben Nemsi e Hadschi piombano sui banditi e capovolgono le sorti dello scontro. Il machredsch tenta ancora la fuga su di una funivia, ma Kara Ben Nemsi lo raggiunge e lo fa precipitare. Infine Ahmed può sposare Ingdscha.